# Melphina
Melphina is een Afrotropisch geslacht van vlinders van de familie van de dikkopjes (Hesperiidae).

## Soorten
- M. evansi Berger, 1974
- M. hulstaerti Evans, 1956
- M. malthina (Hewitson, 1876)
- M. maximiliani Belcastro & Larsen, 2005
- M. melphis (Holland, 1894)
- M. statira (Mabille, 1891)